# Henri De Wolf
Henri De Wolf (Deinze, 17 de agosto de 1936 – 12 de janeiro de 2023), foi um ciclista belga, profissional entre 1959 e 1969, cujos maiores sucessos desportivos conseguiu-os na Volta a Espanha onde obteve 1 etapa na edição de 1964, e na Flecha Valona ao vencer em 1962.

## Títulos
1961
- 1 etapa na Dauphiné Libéré

1962
- Flecha Valona
- 1 etapa na Volta à Bélgica

1963
- 1 etapa nos Quatro Dias de Dunquerque
- Druivenkoers Overijse
- Paris-Valenciennes

1964
- 1 etapa em Volta a Espanha

## Morte
Wolf morreu no dia 12 de janeiro de 2023, aos 86 anos.